# ディック東郷
ディック東郷（ディックとうごう、1969年8月17日 - ）は、日本の男性プロレスラー。本名：佐藤 茂樹（さとう しげき）。秋田県大館市出身。みちのくプロレス所属。血液型AB型。

## 来歴

### デビュー以前
秋田県立十和田高等学校卒業後、FMWに入門したがデビュー前に退団。その後、ユニバーサル・プロレスリングに入門。

### ユニバーサル・プロレスリング
1991年6月5日、ユニバーサル・プロレスリング後楽園ホール大会で巌鉄 魁（がんてつ さきがけ）として対MASAみちのく戦でデビュー（秋田県出身ということから、なまはげの格好で入場していた）。
1992年、メキシコ遠征に行く。同年、ユニバーサル・プロレスリングの末期に日本に凱旋帰国したがシリーズのギャラが出なかったため、再びメキシコ遠征に行く。

### みちのくプロレス - WWF
1993年4月、日本に凱旋帰国して、みちのくプロレスに覆面レスラー「SATO（サトー）」として参戦。6月、みちのくプロレスに入団。12月10日、スペル・デルフィンとのマスカラ・コントラ・マスカラ（敗者マスク剥ぎマッチ）に敗れてマスクを脱いだ。
1994年3月4日、デルフィンとのマスカラ・コントラ・カベジェラ（敗者マスク剥ぎ or 髪切りマッチ）に敗れて頭を坊主にした。9月15日、獅龍、テリー・ボーイと共にルード軍「平成海援隊」を結成。
1995年、怪我で欠場。
1996年1月10日、怪我からの復帰を機にリングネームをディック東郷（ディックとうごう）に改名と同時に軍団名を「海援隊☆DX」に改名。6月14日、タッグチーム「夢狩人」で活動していたTAKAみちのくと船木勝一が海援隊☆DXに加入する。
1998年1月、みちのくプロレスを退団。3月、WWFと契約を結ぶ。

### 日本帰国後
1999年3月、東郷は会社とそりが合わなかったことからWWFを退団した。4月、日本に帰国後、大阪プロレスに入団する。
2001年7月、みちのくプロレスに参戦してルード軍「F.E.C（ファー・イースト・コネクション）」を結成。2004年10月、プロレスラー養成所「SUPER CREW」を設立。
2005年10月22日、新木場1stRINGで1期生のデビュー戦による旗揚げ戦を開催。
2006年3月4日、新木場1stRINGで2期生のデビュー戦による第2戦を開催。12月1日、練習生の不足による金銭的経営難により、新木場1stRINGで開催した第3戦を最後に解散。
この時、東郷と仲の良いTAKAが率いているKAIENTAI DOJOにも参戦しているが、生涯一ヒールを自認しているため、ヒールユニットの勤王党と共闘してTAKAと対立する。その一方で、古巣のみちのくプロレスでこれまで敵対していたサスケと東北タッグ王座に就いたりもする。なお、新日本プロレスに参戦しC.T.U、ブラック・ニュー・ジャパンと共闘を繰り広げていった。
2010年3月11日、ブログで入籍したことを報告。

### 引退
2010年4月9日、東郷は記者会見を開き、2011年6月をもって日本でのプロレス活動を引退してそれまでの1年強はDDT所属レスラーとして試合を行うこと、2011年6月から1年間は日本国外でプロレスを行い、最終的にボリビアで引退試合を行うことを発表した。10月、プロレスリング・ノアの日テレG+杯争奪ジュニアヘビー級タッグ・リーグ戦にDDTプロレスリング代表チームとしてヤス・ウラノと共に参加して同団体初参戦を果たした。11月28日、佐藤光留の持っていたDDTのKO-D無差別級王座に挑戦して戴冠を果たす。その後は負傷欠場により一時返上するも、復帰後暫定王者となっていた師弟関係にあり、引退前にシングルでの対決を誓い合っていたアントーニオ本多との統一戦に勝利して再び戴冠。以降はHARASHIMA、飯伏幸太の挑戦を退け防衛している。
2011年5月、KO-D無差別級選手権、石川修司戦にて敗戦。6月30日、引退興行「IKIZAMA」を開催して東郷のユニバーサル・プロレスリング時代からの先輩である外道とのシングルマッチに勝利して国内での活動を引退。8月、世界ツアーへと旅立ちオーストラリア、ヨーロッパ、アメリカ、中南米を転戦した。2012年6月21日、最終目的地である尊敬するチェ・ゲバラの最期の地であるボリビアに到着する。
2012年7月、東郷の弟子でもある佐藤悠己がアイアンマンヘビーメタル級王座を持ってボリビアを訪れて王座を2度獲得（923代・927代）。この927代アイアンマン王座が東郷の最後のタイトルとなった。9月9日、約13ヶ月に及ぶワールドツアーを終えてボリビアにて引退した。日本からヤス・ウラノ、アントーニオ本多、佐々木大輔、ワールドツアー内で指導した各国のレスラーなどが東郷のもとに駆けつけた。また日本から多くのファンも駆けつけ、10月21日、東郷は引退後初の公の場としてDDT後楽園大会に来場し、日本インディー大賞2011のベストバウトの表彰式が行われて開会宣言も担当した。3月9日、DDTのプロレス教室に登場している。今後は、ベトナムに移住してスポーツジムのマネージメントをしつつプロレスの普及をしていくとのこと。5月、東郷はベトナムのダナンにプロレススクールを開講してベトナムのテレビ局のサポートの下でベトナム初のプロレス団体「NVP（ニュー・ベトナム・プロレス）」を設立し、吉田充宏が選手兼代表として入団する。

### 復帰
2016年6月5日、東郷はTwitterにて現役復帰を宣言し、7月3日、DDT博多大会で復帰した。9月16日から19日、みちのくプロレスの第6回ふく面ワールドリーグ戦にキューバ代表マスクマンのレボルシオンとして参戦して準優勝。決勝でカリスティコに敗れ、リング上で正体を明かしてカリスティコと抱き合う感動のシーンとなった。
2018年1月13日、みちのくプロレスに再入団。
2018年10月23日、タイの首都バンコクの商業施設ゲートウェイ・エカマイで行われたアジアプロレスリングサミット・サワディーカップに出場。

### 新日本プロレス HOUSE OF TORTUREに加入
2020年7月12日、新日本プロレス「DOMINION in OSAKA-JO HALL」大阪城ホール大会のメインイベント、内藤哲也 vs EVIL（IWGPヘビー級王座&IWGPインターコンチネンタル王座2冠王座戦）にてBUSHIのマスクを被り乱入しEVILの勝利をアシスト。試合終了後、東郷がEVILの新しい「パレハ」になることを紹介され、同時にBULLET CLUBに加入した。
2021年6月22日、EVIL、高橋裕二郎とタッグで石井智宏、後藤洋央紀、YOSHI-HASHIの持つNEVER無差別級6人タッグ王座に挑むも敗れる。
2021年8月、SUPER Jr. TAG LEAGUE 2021に外道との「伝説のレスリングマスターズ」で出場も全敗という結果に終わった（最終戦は試合不成立により敗北扱い）。
2024年9月14日、登別大会にてEVIL&裕二郎と共にNEVER無差別級6人タッグ王座に挑むも戴冠ならず。

## 得意技
プロレスラーとしては決して体格に恵まれていないが、軽量級の中ではウェイトとパワーがある。それでいて飛び技もこなす希有な選手でもあり、大一番になると、その器用さを活かして日本では滅多に見ないような技を突如として繰り出すこともある。

### フィニッシュ・ホールド
ダイビング・セントーン
東郷のフィニッシュ・ホールドであり、「マスター・オブ・セントーン」の異名をとるほどの威力を持つ。
ペディグリー
試合終盤にこの技をコーナーポスト下で決めて、相手を仰向けにさせてからダイビング・セントーンに行くのが必勝パターン。
雪崩式ペディグリー
クリップラー・クロスフェイス
ロープ際ではロープブレイクをしようとする相手を阻止するためにロープを蹴り、その反動で後方に回転して極め直すこともある。

### 打撃技
エルボー
バックエルボー
エルボー・スタンプ
逆水平チョップ
チョップ・スマッシュ
張り手
ナックル・パンチ
シルバーブレット
トペ・アトミコとセントーンの複合技。トップロープを掴んで倒立の様に一旦制止し、その後体を浴びせる。場外の相手にも出すことがある。
クローズライン
要所、要所で好んで使用している。打ち出し方は様々で身体を浴びせ倒すように仕掛けることもある。
フィスト・ドロップ
中盤の痛め技としてよく使用している。
フラワー
東郷の使用しているオーバーヘッドキックの名称。大阪プロレス所属時代によく見られたが近年ではほとんど使用しない。

### 固め技
オクラホマ・ロール
腕を挟み込まないラ・マヒストラル。この技を跳ね返されると、即座にクロスフェイスに移行する。
横十字固め
尻餅状態の相手に対して背後から仕掛け、上記のオクラホマ・ロール同様にこの技を跳ね返されると、即座にクロスフェイスに移行する。

### 飛び技
トペ・スイシーダ
フォームが美しく、一直線に場外に飛び出して行く。
トペ・コンヒーロ
東郷の場合は、セカンドロープとサードロープの間をくぐり抜ける型で上記同様これもスピード感に溢れるが、時折鉄柵を越えて観客席になだれ込む時がある。
トペ・アトミコ
コーナーポスト上から放つ以外にもスワンダイブ式で遠方に向かって放つ場合もある。

### 投げ技
カウンター・シットダウン・パワーボム
ウラカン・ラナを狙った相手を頭上高く跳ね上げ、シットダウン式ジャンピング・パワーボムに移行する技。
クーロンズゲート
相手の股下に頭を入れて抱え上げ、回転しつつ開脚ジャンプして相手の頭部をマットに突き刺す荒技。
フェイマサー
東郷の場合は走り込んでジャンプし、両足で相手の首を捉えて叩き付ける独特の形を見せる。近年はあまり使っていない。
パワースラム
SATO時代の得意技。近年は使っていない。
ブレーンバスター

### 反則技
スポイラーズ・チョーカー
鉄製のワイヤーで相手の首を絞める反則攻撃。BULLET CLUB加入後から使用している。
パイプカット
セカンドロープから急所へ手刀を振りかざす反則攻撃。

### 合体技
暗闇
EVILとの合体技。
東郷が会場内の電気を無作為に消して場内を暗くして相手を撹乱させて相手が完全混乱状態になった所で電気を付け、EVILがこのままEVILへと移行する。
この技をNEW JAPAN CUP2022の準々決勝で初披露し、混乱してしまった矢野通にEVILが技を掛けて勝利を収めたが、後に前哨戦やNEVER無差別級6人タッグ選手権終了後の宣戦布告、IWGP世界ヘビー級選手権に勝利した鷹木信悟のマイクアピール後に宣戦布告する際にも用いられた。

## タイトル歴
みちのくプロレス
- 東北ジュニアヘビー級王座
- 東北タッグ王座
- スーパーウェルター級王座
- UWA&UWFインターコンチネンタルタッグ王座
- 英連邦ジュニアヘビー級王座
- 鉄人優勝
- みちのくふたり旅優勝

プロレスリングZERO-ONE
- NWAインターナショナルライトタッグ王座

DDTプロレスリング
- KO-D無差別級王座
- KO-Dタッグ王座
- アイアンマンヘビーメタル級王座
- UWA世界6人タッグ王座

プロレスリングElDorado
- TREASURE HUNTERSタッグトーナメント優勝

新日本プロレス
- IWGPジュニアタッグ王座

プロレスリングZERO1-MAX
- AWA世界ジュニアヘビー級王座

大阪プロレス
- 大阪プロレス王座

ガッツワールドプロレスリング
- GWC認定6人タッグ王座

東京愚連隊
- 東京インターコンチネンタルタッグ王座

MOBIUS
- APEX OF TRIANGLE王座

日本インディー大賞
- ベストバウト

## 入場曲
- Insane In The Brain（サイプレス・ヒル）
- Falla Girare（ジョヴァノッテ） - ユニット「イタリアン・フォー・ホースメン」のテーマ曲として使用。
- BULLET CLUBのテーマ（BULLET CLUB） - 権利上の都合によりユニット全体の入場曲になる場合がある。

## リングネーム
佐藤茂樹が現在と過去に用いたことがあるリングネーム。
- ディック東郷（現在使用中）
  - 巌鉄魁
  - SATO（2007年9月24日、覆面MANIA新木場1stRING大会で約13年ぶりに復活。2008年7月13日、みちのくプロレス問屋町ビッグサイト大会「15周年ノスタルジックツアー」にも参戦している）
  - ザ・スーター（誠心会館の興行に参戦した覆面レスラー。本人は、そのことに一切触れていないが、後に松永光弘が本人に了解を得た上で、自書で正体を明かしている）。
  - カンクン（ロス・ゲレーロ・デ・メヒカーノス）
  - 北野インフェルノ
  - エル・ティグレ・デル・トーキョー
  - ディク本（高校時代のレスリング部だった後輩の試合に助っ人として参戦。胸の部分に出身校の「十和田」と入ったレスリングタイツで参戦したが、高校時代は野球部だった）
  - レボルシオン（2016年9月、みちのくプロレスで開催された「ふく面ワールドリーグ戦」に参戦したキューバ代表の覆面レスラー。ディック東郷推薦枠とされていたが、決勝で敗れた後に正体を明かしている）
- DDTプロレスリングに参戦した遠い親戚
  - レイ・クバーノ（キューバ軍のメンバー。ギミック上は遠い親戚の別人となっている）
  - フランチェスコ・トーゴー（イタリアン・フォー・ホースメンのメンバー。ギミック上は遠い親戚の別人となっている）
  - プリンス・トーゴー（aWo（アロハ・ワールド・オーダー。通称「ハワイ軍」）のメンバー。ギミック上は遠い親戚の別人となっている）
- 新北京プロレス所属の遠い親戚
  - 老師トウ・ゴー（新北京プロレスの重鎮。ギミック上は遠い親戚の別人となっている）

## 著書
- 東郷見聞録〜世界一周プロレス放浪記〜[7]（彩図社）（2019年12月30日）ISBN 978-4801304253

## ディック東郷国内引退興行〜IKIZAMA〜
- 日時 : 2011年6月30日
- 場所 : 後楽園ホール

| 第1試合 タッグマッチ                                            |                                                                          |                                    |
| ○関根龍一 松永智充                                              | 5分20秒 龍切→片エビ固め                                                  | 石井慧介 平田一喜×                 |
| 第2試合 タッグマッチ                                            |                                                                          |                                    |
| ×たかぎ原人 つぼ原人                                            | 9分50秒 ロープ渡りの自爆→片エビ固め                                      | 新崎人生○ 気仙沼二郎               |
| 第3試合 ガントレットタッグマッチ                                |                                                                          |                                    |
| ○グラン浜田 スペル・デルフィン                                  | 3分56秒 腕ひしぎ逆十字固め                                               | MEN'Sテイオー● HANZO               |
| 飯伏幸太 ○男色ディーノ                                          | 1分56秒 反則勝ち（レフェリーに暴行）                                     | グラン浜田● スペル・デルフィン     |
| KUDO ○マサ高梨                                                  | 4分54秒 首固め                                                           | 飯伏幸太 男色ディーノ●             |
| マサ高梨が第859代アイアンマンヘビーメタル級王者に認定された     |                                                                          |                                    |
| GENTARO ○ヤス・ウラノ                                           | 3分15秒 首固め                                                           | KUDO マサ高梨●                     |
| ヤス・ウラノが第860代アイアンマンヘビーメタル級王者に認定された |                                                                          |                                    |
| ○GENTARO ヤス・ウラノ                                           | 5分04秒 キドクラッチ                                                     | HARASHIMA 星誕期●                  |
| GENTARO ○ヤス・ウラノ                                           | 8分58秒 ツームストンパイルドライバー→体固め                              | 石川修司 ビッグ諸橋●               |
| 第4試合 6人タッグマッチ                                         |                                                                          |                                    |
| 石井智宏 日高郁人 ○佐々木大輔                                   | 13分56秒 NOW OR NEVER→片エビ固め                                         | カズ・ハヤシ FUNAKI 佐藤悠己×      |
| 第5試合 タッグマッチ                                            |                                                                          |                                    |
| 邪道 ×アントーニオ本多                                          | 16分59秒 サスケスペシャルX ver.10.2セグウェイ（ものまね禁止）→片エビ固め | ザ・グレート・サスケ○ TAKAみちのく |
| 第6試合 シングルマッチ                                          |                                                                          |                                    |
| ○ディック東郷                                                   | 25分23秒 ダイビングセントーン→片エビ固め                                 | 外道×                              |

### 各プロレス団体のディック東郷ラストマッチ
| 新日本プロレス 2011年6月23日 ディファ有明大会「J SPORTS CROWN」 第5試合 10人タッグマッチ                                                      |                                          |                                                                       |
| ディック東郷 邪道 外道 田中将斗 ○高橋裕二郎                                                                                                   | 17分11秒 東京ピンプス→片エビ固め         | 棚橋弘至 天山広吉 井上亘 タイガーマスク マスカラ・ドラダ×             |
| DDTプロレスリング 2011年6月19日 後楽園ホール大会「What are you doing 2011」 第4試合 タッグマッチ                                              |                                          |                                                                       |
| ○ディック東郷 アントーニオ本多 | 14分42秒 ダイビングセントーン→片エビ固め | ヤス・ウラノ 佐々木大輔×                                              |
| KAIENTAI DOJO 2011年6月18日 後楽園ホール大会「CLUB-K SUPER take」 第5試合 10人タッグマッチ                                                    |                                          |                                                                       |
| ○ディック東郷 TAKAみちのく FUNAKI MEN'Sテイオー 中島半蔵 with カズ・ハヤシ                                                                    | 13分50秒 ダイビングセントーン→片エビ固め | グラン浜田 ザ・グレート・サスケ スペル・デルフィン 新崎人生 ヨネ原人× |
| 当初はカズが試合に出場予定だったが怪我により中島が代わりに出場してカズはセコンドとして登場                                                    |                                          |                                                                       |
| プロレスリングZERO1 2011年6月14日 後楽園ホール大会「あなたのレスラーズ」 第3試合 6人タッグマッチ                                              |                                          |                                                                       |
| ○ディック東郷 FUNAKI 日高郁人 | 14分2秒 ダイビングセントーン→片エビ固め  | 田中将斗× フジタ"Jr"ハヤト 澤宗紀                                     |
| みちのくプロレス 2011年6月5日 後楽園ホール大会「東日本大震災復興チャリティー大会〜ディック東郷みちのくラストマッチ〜」 第4試合 シングルマッチ |                                          |                                                                       |
| ▲ディック東郷 | 15分38秒 無効試合（九龍の乱入）          | ザ・グレート・サスケ▲                                                 |
| 特別試合 6人タッグマッチ |                                          |                                                                       |
| ○ディック東郷 ザ・グレート・サスケ スペル・デルフィン                                                                                         | 4分23秒 ダイビングセントーン→片エビ固め  | ウルティモ・ドラゴン ラッセ 野橋真実×                                 |
| DDTプロレスリング 2011年5月22日 大館市民体育館大会「レスリングマスターファイナルカウントダウン」 第6試合 6人タッグマッチ                      |                                          |                                                                       |
| ○ディック東郷 GENTARO ヤス・ウラノ | 17分22秒 ダイビングセントーン→片エビ固め | 飯伏幸太 ケニー・オメガ 石井慧介×                                     |
| みちのくプロレス 2011年5月8日 矢巾町民総合体育館大会「東日本大震災復興チャリティー大会」 第3試合 シングルマッチ                               |                                          |                                                                       |
| ○ディック東郷 | 17分31秒 ダイビングセントーン→片エビ固め | 気仙沼二郎×                                                           |